# 达荷美共产主义者联盟
达荷美共产主义者联盟（法語：Union des communistes du Dahomey）是贝宁历史上的一个共产主义政党。该党成立于1976年，奉行霍查主义。1977年，达荷美共产主义者联盟改组为达荷美共产党。